# Allium confragosum
Allium confragosum är en amaryllisväxtart som beskrevs av Aleksei Ivanovich Vvedensky. Allium confragosum ingår i släktet lökar, och familjen amaryllisväxter. Inga underarter finns listade i Catalogue of Life.